# Gonzalo Segares
Gonzalo Segares González (San José, 13 oktober 1982) is een Costa Ricaans voetballer die als verdediger speelt bij het Amerikaanse Chicago Fire.

## Carrière
Hij begon met voetballen in 2000 bij Deportivo Saprissa uit eigen land en in 2001 ging hij naar de Verenigde Staten om daar op de universiteit van Virginia ervaring op te doen en in 2005 tekende hij een contract bij Chicago Fire en tot dusver speelde hij 73 duels voor hun waarin hij 5 keer scoorde.
| seizoen     | club               | land             | competitie              | wed. | goals |
| ----------- | ------------------ | ---------------- | ----------------------- | ---- | ----- |
| 2000/01     | Deportivo Saprissa | Costa Rica       | LCDPD                   | ?    | ?     |
| 2001/02     | Virginia Legacy    | Verenigde Staten | Universiteit Competitie | ?    | ?     |
| 2002/03     | Virginia Legacy    | Verenigde Staten | Universiteit Competitie | ?    | ?     |
| 2003/04     | Virginia Legacy    | Verenigde Staten | Universiteit Competitie | ?    | ?     |
| 2004/05     | Virginia Legacy    | Verenigde Staten | Universiteit Competitie | ?    | ?     |
| 2005/06     | Chicago Fire       | Verenigde Staten | Major League Soccer     | 21   | 3     |
| 2006/07     | Chicago Fire       | Verenigde Staten | Major League Soccer     | 25   | 1     |
| 2007/08     | Chicago Fire       | Verenigde Staten | Major League Soccer     | 27   | 1     |
| 2008/09     | Chicago Fire       | Verenigde Staten | Major League Soccer     | 33   | 3     |
| 2009/10     | Chicago Fire       | Verenigde Staten | Major League Soccer     | 12   | 1     |
| 2010/11     | Chicago Fire       | Verenigde Staten | Major League Soccer     | 6    | 0     |
| 2011/12     | Chicago Fire       | Verenigde Staten | Major League Soccer     | 33   | 0     |
| 2012/13     | Chicago Fire       | Verenigde Staten | Major League Soccer     | 32   | 3     |
| Bijgewerkt: | 11-04-2013         |                  | Totaal                  | 189  | 12    |